# Имер, Эдуар-Огюст
Эдуар-Огюст Имер (фр. Édouard-Auguste Imer, 25 октября 1820 — 13 июня 1881) — французский пейзажист.

## Биография

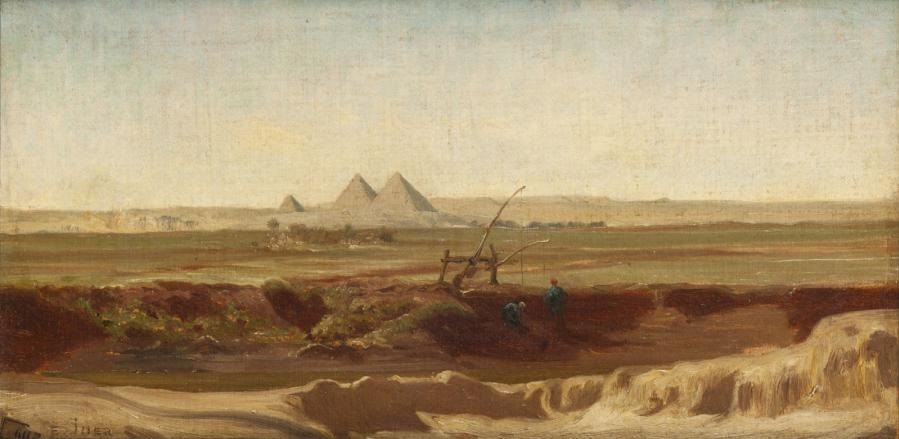
Эдуар Имер. Пирамиды

Эдуар Имер родился 25 декабря 1820 в Авиньоне в семье Августа Имера и Адель Жанрено. Был женат на Софи Шапоньер. В студенчестве изучал живопись французских художников, с 1850 в основном писал пейзажи и портреты. Совершил свою первую поездку в Алжир в 1849 году (он был одним из первых художников, изобразивших Алжир).
В 1853 году он совершил поездку в Лацио, вместе со своими друзьями Эрнестом Эбери и Эженом Кастельно (двоюродным братом Фредерика Базиля). В 1854 году он провёл зиму в Египте вместе с Жаном-Леоном Жеромом, Леоном Белли и Фредериком Огюстом Бартольди.
Посетил также Нубию, Абиссинию (ныне — Эфиопия), Италию, Прованс и Венецию, многочисленные виды которых воспроизвёл в своих пейзажах. Оставил ценную коллекцию акварельных копий с картин венецианской школы, хранящихся в Школе изящных искусств.